# Henriette Poirier
Henriette Poirier, urodzona jako Régine Henriette Chassaing, znana także jako Cany Poirier (ur. 26 października 1936 w Bordeaux, zm. 24 lutego 2010 w Bègles) – francuska polityk i nauczycielka, posłanka do Parlamentu Europejskiego I kadencji.

## Życiorys
Córka działaczy komunistycznych Henriego Chassainga i Régine Allo. Jej wujowie Louis i Roger Allo walczyli w wojnie domowej w Hiszpanii w Brygadach Międzynarodowych (obydwaj zginęli, w tym Roger w obozie we Francji), zaś jej matka podczas wojny była osadzona w obozie koncentracyjnym Ravensbrück. Henriette Poirier pracowała jako nauczycielka, działała w związkach zawodowych.
Zaangażowała się w działalność komunistycznej organizacji Union des jeunes filles de France, a następnie PCF. Kierowała jej strukturami w Żyrondzie, należała do sekretariatu i komitetu centralnego. Była radną regionu Akwitania i miasta Floirac. W 1973 i 1978 kandydowała do Zgromadzenia Narodowego. W 1979 wybrano ją posłanką do Parlamentu Europejskiego. Przystąpił do frakcji komunistycznej, należała do Komisji ds. Stosunków Gospodarczych z Zagranicą.

## Życie prywatne
W 1959 wyszła za Guya Poiriera (także komunistę), miała dwie córki.